# MMP1
متالوپروتئیناز ۱ ماتریکس (انگلیسی: Matrix metalloproteinase-1) که با نام‌های کلاژناز روده‌ای و کلاژناز فیبروبلاست هم شناخته می‌شود، یک آنزیم است که در انسان توسط ژن «MMP1» کُدگذاری می‌شود. که بر روی بازوی بلند کروموزوم شماره ۱۱ قرار دارد.
این آنزیم، نخستین کلاژناز مهره‌داران بود که خالص‌سازی (به‌صورت پروتئین) و همسان‌سازی (به عنوان یک دی‌ان‌ای مکمل) شد.
این آنزیم در تجزیهٔ ماتریکس برون‌یاخته‌ای در جریان فرایندهای طبیعی بدن همچون رشد و تکامل جنین، شکل‌دهی بافتی و هچنین برخی فرایندهای غیرعادی همچون آرتریت و متاستاز نقش دارد. «متالوپروتئیناز ۱ ماتریکس» به‌ویژه در تجزیهٔ کلاژن نوع ۱، ۲ و ۳ نقش مهمی دارد.
|  |

فشارهای مکانیکی احتمالاً در افزایش بیان این آنزیم در سلول‌های لیگامان لثه‌ای نقش دارند.
این آنزیم با اینتگرین آلفا ۲ تعامل پروتئین-پروتئین دارد.